# Чуриков, Андрей Александрович
Андрей Александрович Чуриков (род. 25 октября 1947 года, пос. Передовой, Изобильненский район, Ставропольский край) — российский государственный деятель. Народный депутат РСФСР (1990—1993), председатель Изобильненского районного Совета народных депутатов (1990—1993), глава Изобильненского муниципального района (2004—2017)

## Биография
Родился 25 октября 1947 года в посёлке Передовой Изобильненского района Ставропольского края. Отец — Александр Андреевич Чуриков, ветеран Великой Отечественной войны, мать — Вера Романовна.
В 1971 году окончил Ставропольский государственный сельскохозяйственный институт, специальность — агроном.
В 1971―1973 гг. служил в рядах Советской Армии. После службы в армии вернулся в совхоз «Тищенский», где работал сначала агрономом, а в 1978 году был назначен директором.
В 1986 году был избран председателем Изобильненского райисполкома. В 1989 году окончил Ростовскую высшую партийную школу.
С 1987 года ― генеральный директор агропромышленного комбината «Изобильное». В 1987 ― 1991 гг. ― первый секретарь Изобильненского райкома КПСС. В 1990 ― 1993 гг. ― председатель Изобильненского районного Совета народных депутатов.
В 1990 ― 1993 гг. ― депутат Верховного Совета РСФСР.
С 1993 года ― генеральный директор ОАО «Ставропольсахар».
В 2004 году был избран главой Изобильненского муниципального района Ставропольского края. Переизбирался в 2007 и в 2012 годах, ушёл с поста в 2017 году.

### Признание
Награждён орденом «Знак почёта», орденом Трудового Красного Знамени, золотой медалью «За вклад в развитие агропромышленного комплекса России», медалями «Герой труда Ставрополья», «За заслуги перед Ставропольским краем», .
В 2022 году постановлением губернатора В. В. Владимирова А. А. Чурикову присвоено звание «Почётный гражданин Ставропольского края».

### Личная жизнь
Супруга ― Алла Михайловна Чурикова. Сыновья ― Юрий и Владимир, оба врачи.